# Tchoumikan
Tchoumikan (en russe Чумикан), est une localité rurale, centre administratif du raïon de Tougour-et-Tchoumikan dans le kraï de Khabarovsk, en Russie.
Elle est située à l'embouchure de la rivière Ouda.

## Géographie
Tchoumikan se trouve sur la rive sud du delta de la rivière Ouda, à l'extrémité occidentale du golfe d'Ouda dans la mer d'Okhotsk. Le terrain entourant le village est presque entièrement montagneux, à l'exception de l'étroite vallée fluviale qui s'étend à l'ouest. Sur le côté sud s'élèvent les contreforts nord de la chaîne de montagnes Taikan, dont le point culminant est à 2 370 mètres. 
Le climat de Tchoumikan est subarctique selon la classification de Köppen, avec des étés doux et humides et des hivers très froids et secs, qui ne sont que marginalement modérés par la mer en raison du flux dominant du large en provenance de Sibérie, bien qu'il y ait suffisamment de modération pour que le pergélisol soit discontinu plutôt que continu comme dans la majeure partie de la Sibérie. En raison de la situation du village près de la mer, les étés sont nettement plus frais et plus humides que ceux des territoires de l'intérieur, ce qui fait qu'un type de forêt différent de la forêt de mélèzes de l'intérieur, dominée par le Picea obovata, se produit. Tchoumikan est située à une latitude similaire à celle de l'oblast de Kaliningrad de l'autre côté du pays, bien qu'il soit 11,2 °C plus froid sur l'ensemble de l'année en raison de l'influence combinée de l'anticyclone sibérien en hiver et de la mer froide d'Okhotsk en été. 

## Histoire
Fondée en 1885 comme port de pêche sur la mer d'Okhotsk, Tchoumikan n'a jamais été accessible par la route. La localité est rapidement devenue un centre de commerce de l'or, qui a été découvert à l'intérieur des terres dans la décennie suivant sa fondation. Dans les années 1920, après l'épuisement des réserves d'or, Tchoumikan est devenue, avec d'autres localités de la côte, un centre de résistance à la Révolution d'Octobre.
Au cours des décennies qui suivent, Tchoumikan est un centre de pêche important de la mer d'Okhotsk. Pendant la dernière partie de l'ère soviétique, des efforts sont faits pour développer d'importantes réserves de phosphorite connues pour se trouver à l'intérieur des terres.

## Personnalité
- Vladilen Viatcheslavovitch Léontiev (1928-1988), écrivain, y est né.